# Myrhorodský rajón
Myrhorodský rajón (ukrajinsky Миргородський район, Myrhorodskyj rajon) je okres (rajón) v Poltavské oblasti na Ukrajině. Hlavním městem je Myrhorod a rajón se skládá z 17 teritoriálních komunit s celkovým počtem 204 873 obyvatel

## Geografie
Rajón se nachází na severu Poltavské oblasti, kde na severu hraničí s Sumskou oblastí, na západě s Lubenským rajónem, na jihu s Kremenčuckým rajónem a na východě s Poltavským rajónem.

## Historie
Myrhorodský rajón vznikl po administrativně-teritoriální reformě v červenci 2020 seskupením bývalých rajónů Myrhorodského, Velikobahačského, Haďačského, Lochvyckého a Šyšackého.